# Saint-Civran
Saint-Civran là một xã ở tỉnh Indre ở miền trung nước Pháp. Xã này có diện tích 11,61 km², dân số năm 1999 là 154 người. Khu vực này có độ cao trung bình 220mét trên mực nước biển.